# Збройні сили Республіки Корея
Збройні сили Республіки Корея (кор.: хангиль: 대한민국 국군, ханча: 大韓民國國軍, СК: Теханмінґук Куккун, букв. «Національна армія Республіки Корея») — також відомі як Збройні сили РК, є збройними силами Республіки Корея. Збройні сили РК є одними з найбільших і найпотужніших постійних збройних сил у світі з чисельністю особового складу 3 600 000 осіб у 2022 році (500 000 активних і 3 100 000 резервних).
Збройні сили Республіки Корея беруть свій початок від створення Корейської Республіки в 1919 році, збройне крило якої називалося Корейською визвольною армією і вело війну проти японської окупації, проводячи широкомасштабні наступальні операції, вбивства, бомбардування, диверсії та пошуково-рятувальні місії. Офіційно засновані в 1948 році, після створення уряду Республіки Корея, яке відбулось після звільнення Кореї в 1945 році. Збройні сили Південної Кореї відповідають за підтримку суверенітету і територіальної цілісності держави, а також беруть участь у миротворчих операціях, гуманітарних операціях і ліквідації наслідків стихійних лих по всьому світу.

## Історія

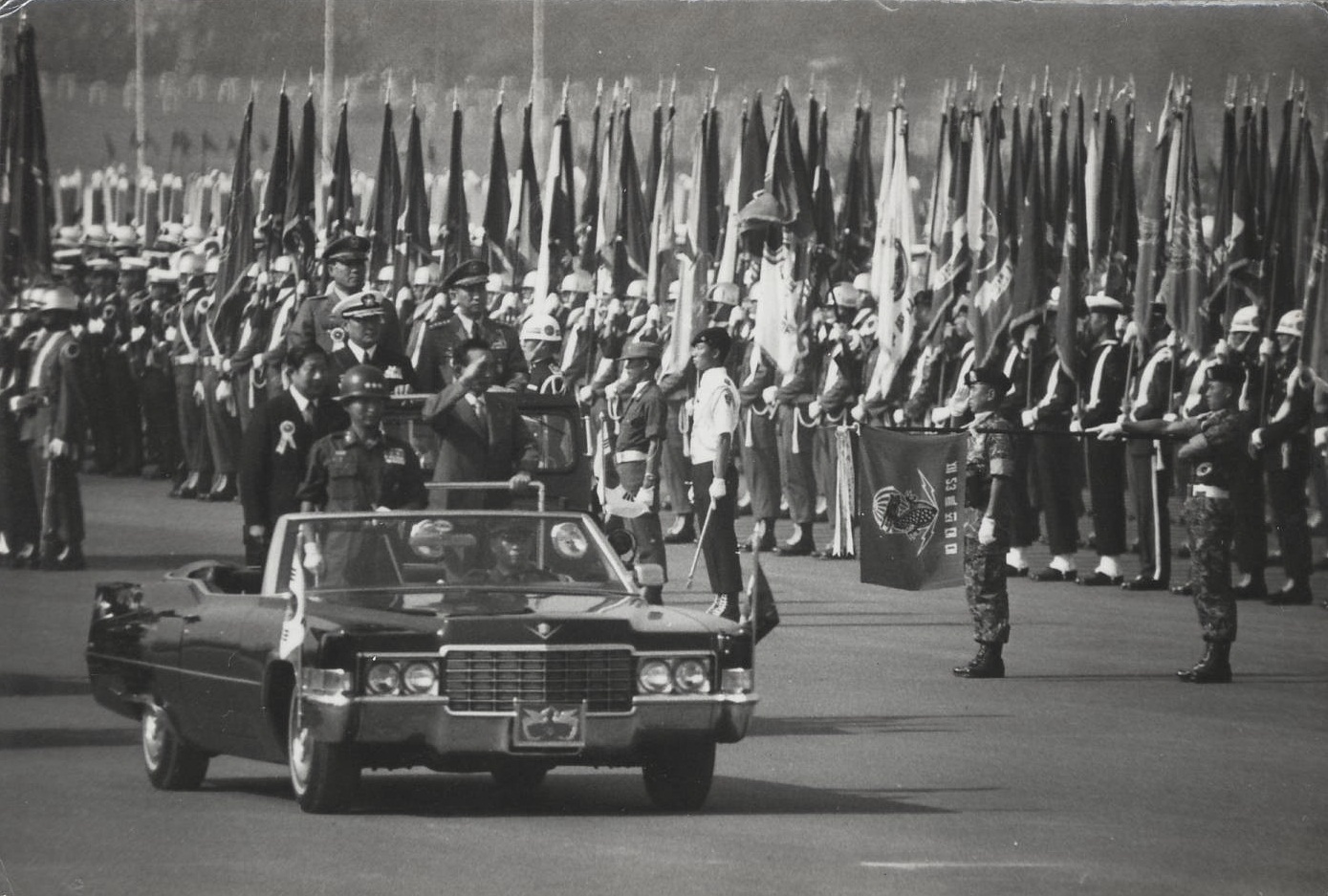
Президент Пак Чон Хі інспектує війська на параді до Дня Збройних сил Республіки Корея 1973 року

Походження Збройних сил Республіки Корея можна простежити до Корейської визвольної армії, яка була створена Тимчасовим урядом Кореї у вигнанні в Чунціні, Республіка Китай, у 1940 році під час японського правління в Кореї. Багато її членів пізніше стали частиною Збройних сил Південної Кореї. Крім того, деякі етнічні корейські солдати Гоміньдану та Маньчжурської народної армії також зробили свій внесок у формування збройних сил.
Після звільнення Кореї від Японської імперії 15 серпня 1945 року за допомогою Військового уряду армії США в Кореї були створені Корейська поліція (남조선국방경비대) і Корейська берегова охорона (조선해안경비대, організована Сон Вон Ілом та іншими). Корейська поліція і Корейська берегова охорона стали відповідно Армією Республіки Корея і Військово-морськими силами Республіки Корея і сформували Збройні сили Республіки Корея після того, як 15 серпня 1948 року було створено уряд Південної Кореї. Повітряні сили Республіки Корея були засновані в жовтні 1949 року.
Збройні сили Південної Кореї залишалися переважно поліцейськими силами до початку Корейської війни 25 червня 1950 року, що вимагало втручання Організації Об'єднаних Націй з військами на чолі зі Сполученими Штатами. Південнокорейська армія швидко розвивалася під час Корейської війни, попри величезні втрати. У той час як Радянський Союз озброїв Північну Корею, США озброювали й тренували південнокорейських військових протягом усієї Корейської війни. Після Корейської війни Південна Корея створила спільне військове партнерство зі Сполученими Штатами, назване Альянсом РК-США, як зазначено в Договорі про взаємну оборону. Під час В'єтнамської війни армія і морська піхота РК були серед тих, хто воював на боці Південного В'єтнаму і США.
У 1970-х роках, завдяки «Плану Юльґок (율곡사업)» адміністрації Пак Чон Хі, Південна Корея почала розбудовувати самодостатню національну обороноздатність. Під час періоду швидкого зростання Південної Кореї у 1980-х роках, збройні сили модернізувалися, отримавши вигоду від кількох проєктів з передачі технологій, що фінансувалися урядом, та місцевих ініціатив з розвитку оборонного потенціалу. У 1990-х роках південнокорейська промисловість забезпечувала близько 70 відсотків зброї, боєприпасів, засобів зв'язку та інших видів обладнання, транспортних засобів, одягу та інших предметів постачання, необхідних військовим.
Сьогодні збройні сили Південної Кореї мають на озброєнні як сучасні, так і застарілі конвенційні види озброєнь. Вони мають на озброєнні багато сучасних західних систем озброєнь, які доповнюються зростальними й дедалі більш досконалим місцевим сектором оборонного виробництва. Наприклад, користуючись перевагами потужної місцевої суднобудівної промисловості, ВМС РК розпочали суворий план модернізації з амбіціями стати флотом відкритого моря у 2020-х роках.

## Майбутнє
Збройні сили РК проходять певну підготовку до того, щоб взяти на себе оперативний контроль над обороною РК у воєнний час. Наразі на озброєння вводиться кілька новітніх військових систем.
Згідно з «Оборонною реформою 2.0» (국방개혁 2.0) адміністрації Мун Чже Іна і відповідно до загальної схеми скорочення військ, кількість генералів і адміралів буде скорочено на 17 відсотків з нинішніх 436 до 360 до 2022 року з метою зменшення роздутого вищого командного апарату. Це означає ліквідацію 66 генеральських посад у сухопутних військах і по п'ять посад у ВМС і ПС. Водночас у Збройних силах РК відбудеться скорочення чисельності військовослужбовців строкової служби з 640 000 до 517 000, а тривалість обов'язкової військової служби до 2022 року також скоротиться до 18 — 22 місяців.
«Оборонна реформа 2.0» також має на меті зробити збройні сили РК більш незалежними й підготувати їх до того, щоб у воєнний час повноваження оперативного управління залишалися за військовими РК (передача оперативного управління), а не за американським генералом. Початкова спроможність оперативного управління була перевірена у 2019 році, повна оперативна спроможність запланована на 2021 рік, а повна місійна спроможність — на 2022 рік.

## Стратегія оборони
Підписання Корейської угоди про перемир'я в 1953 році між Республікою Корея (Південна Корея) та Корейською Народно-Демократичною Республікою (Північна Корея) завершило активні бойові дії Корейської війни. Оскільки офіційний мирний договір між Північною і Південною Кореєю не був підписаний, армія Республіки Корея повинна була здійснювати оборонні дії на випадок чергового нападу Північної Кореї.
За часів Холодної війни над дорогами та залізничними коліями, що ведуть до Сеула та з нього, а також в межах провінції Кьонгі, було збудовано безліч протитанкових барикад. Протитанкові барикади або «каменепади» складаються з гігантських бетонних блоків, встановлених на тонких стінах, зроблених під виглядом фальшивих мостів і шляхопроводів, які не ведуть нікуди, проте містять сотні тонн уламків. Ці конструкції начинені вибухівкою і призначені для підриву південнокорейською армією, що має призвести до обвалу уламків, які заблокують автомобільні та залізничні шляхи. Поряд з протитанковими барикадами, південнокорейська армія встановила паркани з колючого дроту вздовж річки Хан і сотні бетонних стовпів заввишки 3 фути, розташованих рядами, відомих як «зуби дракона», на відкритих полях. У 1970-х і 1980-х роках, коли було побудовано більшість цих споруд, метою було сповільнити можливий рух ворожих танків, військ та інших транспортних засобів і виграти час для південнокорейського цивільного населення, щоб втекти від вторгнення північнокорейських військ, а також дати можливість Республіці Корея й армії США розмістити війська на оборонних позиціях. Міністерство національної оборони Південної Кореї стверджує, що протитанкові барикади регулярно перевіряються з міркувань безпеки, але барикади мають тріщини й ознаки ерозії.
Місцеві органи влади та цивільне населення вимагають, щоб протитанкові барикади були знесені, оскільки вони становлять велику загрозу безпеці, перешкоджають новому будівництву і, на думку багатьох людей, пережили своє призначення. Щодня повз барикади проїжджає близько 250 000 автомобілів, і їхня вібрація сприяє ослабленню конструкцій. Попри міркування безпеки, знесення барикад є складною справою.
Оскільки Північна Корея втратила безпекову та економічну підтримку з боку Росії в 1990 році та Китаю в 1992 році, на думку військових аналітиків, повномасштабний напад на Південну Корею є малоймовірним. Північна Корея змінила свою військову тактику і тепер зосереджується на дальніх і прихованих ударах. За допомогою артилерійських обстрілів з великої відстані, ракетних ударів або атак з використанням хімічної зброї, свідомо спрямованих не на американські сили, і не вдаючись до повномасштабної війни, КНДР може спробувати взяти Сеул у заручники з надією на переговори про новий статус-кво. Очікується, що підрозділи спеціального призначення будуть використовувати тунелі воєнного часу або різні засоби інфільтрації, такі як підводні човни, транспортні засоби на повітряній подушці (СПП), літаки Ан-2 і гелікоптери для проникнення в передову і тилову зони й проведення гібридних операцій у вигляді нанесення ударів по основних частинах і об'єктах, вбивств ключових фігур і порушення спокою в тилових районах. Базовий план оборонної реформи був вперше представлений президентом Но Му Хьоном в грудні 2006 року, але після років еволюції, політичного і військового протистояння реформа була започаткована адміністрацією президента Мун Чже Іна. Збройні сили РК рішуче впроваджуватимуть оборонну реформу 2.0 з метою проактивного реагування на зміни у безпековому середовищі й різноспрямовані загрози безпеці, а також для підтримки миру і процвітання на Корейському півострові, що ґрунтуються на силі. З цією метою збройні сили РК працюватимуть над «непохитною національною обороною».
27 грудня 2022 року Північна Корея відправила п'ять безпілотників через кордон, один з яких досягнув Сеула. Усі п'ять повернулися назад, незважаючи на п'ятигодинну погоню за участю винищувачів і бойових вертольотів, які здійснили близько 100 пострілів. Літак KAI KT-1 Woongbi розбився, хоча обидва члени екіпажу вижили. Об'єднаний комітет начальників штабів Південної Кореї оприлюднив заяву, в якій зазначили, що можуть зупиняти ударні дрони. Однак, здатність зупиняти менші шпигунські дрони «обмежена». Про це заявив високопоставлений чиновник Кан Сінчхоль: «Недостатня підготовленість наших військових викликає велике занепокоєння у людей… активно використовуватимуть пристрої виявлення, щоб виявити ворожий дрон на ранній стадії й агресивно розгорнути ударні засоби». Президент Південної Кореї Юн Сок Йоль заявив, що Південна Корея інвестуватиме в малопомітні безпілотники, які можуть проникнути на територію Північної Кореї, а також про створення нового військового підрозділу.
Міністерство оборони Південної Кореї оголосило про нову серію заходів щодо боротьби з безпілотниками, на які протягом наступних п'яти років буде витрачено близько 560 мільярдів вон. Гроші підуть на чотири нові ініціативи. Одна з них — це лазер повітряного базування, який буде використовуватися для знищення великих дронів, в той час як для менших дронів буде використовуватися глушилка. Також буде створено новий підрозділ протидії безпілотникам, що складатиметься з двох ескадрилій. Лазер вже перебуває в процесі випробувань і, як очікується, буде введений в експлуатацію у 2027 році. Система глушіння була описана як «м'яке вбивство». Подальша робота буде проводитись над реактивними літаками-невидимками й системами протиракетної артилерії. Загальна сума витрат на наступні п'ять років становить 331,4 трильйона. Для порівняння, попередній оборонний бюджет на минулий фінансовий рік становив лише 54,6 трильйона вон.

## Командна структура

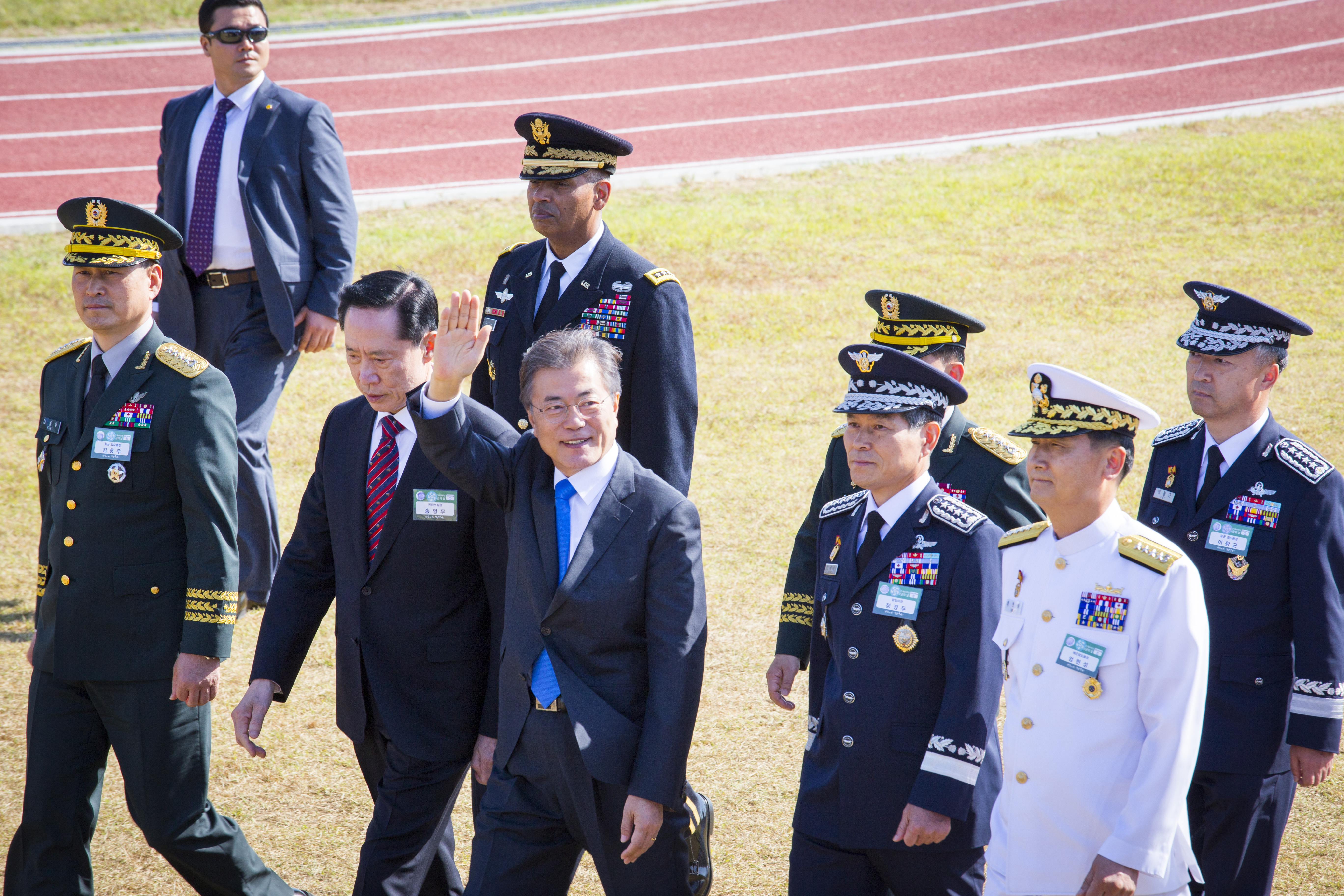
Президент Мун Чже Ін з Міністром національної оборони, Об'єднаним комітетом начальників штабів та Командувачем USFK у 2017 році

Командування над Збройними силами Республіки Корея визначено Конституцією. Президент є Головнокомандувачем Збройних Сил за посадою. Військове керівництво здійснюється від Президента до Міністра національної оборони, який часто повинен бути (але юридично не зобов'язаний бути) відставним чотиризірковим генералом. Президент і Міністр національної оборони відповідають за всю військову структуру, здійснюючи цивільний контроль над збройними силами. Міністр національної оборони за дорученням Президента відповідає за військові справи й здійснює нагляд за головою Об'єднаного комітету начальників штабів і начальником штабу кожного виду Збройних Сил.
Для координації військової стратегії з політичними питаннями при Президентові існує Рада національної безпеки на чолі з Радником з питань національної безпеки.

### Об'єднаний комітет начальників штабів
Об'єднаний комітет начальників штабів складається з Голови Об'єднаного комітету начальників штабів та начальників видів Збройних Сил: Армії, Військово-Морських Сил та Повітряних Сил. На відміну від американського аналога, оперативне командування бойовими підрозділами належить до компетенції Голови Об'єднаного комітету начальників штабів, який підпорядковується Міністру національної оборони.
Голова Об'єднаного комітету начальників штабів, чотиризірковий генерал або адмірал, є вищою посадовою особою Збройних Сил. Голова Об'єднаного комітету начальників штабів допомагає Міністру національної оборони в питаннях оперативного командування і за наказом Міністра національної оборони здійснює нагляд за бойовими підрозділами кожного виду Збройних Сил. Ланцюг оперативного управління простягається від Голови Об'єднаного комітету начальників штабів до командувачів оперативних командувань Сухопутних військ, Військово-Морських Сил та Повітряних Сил. Відповідні начальники штабів кожного виду Збройних Сил (Сухопутних військ, Військово-морських сил і Повітряних сил) здійснюють адміністративний контроль над своїм родом військ.

## Види збройних сил
Збройні сили Республіки Корея складаються з Армії РК, Військово-морських сил РК і Повітряних сил РК. Корпус морської піхоти РК функціонує як гілка військово-морських сил. Резервні сили РК є резервним компонентом.

### Армія

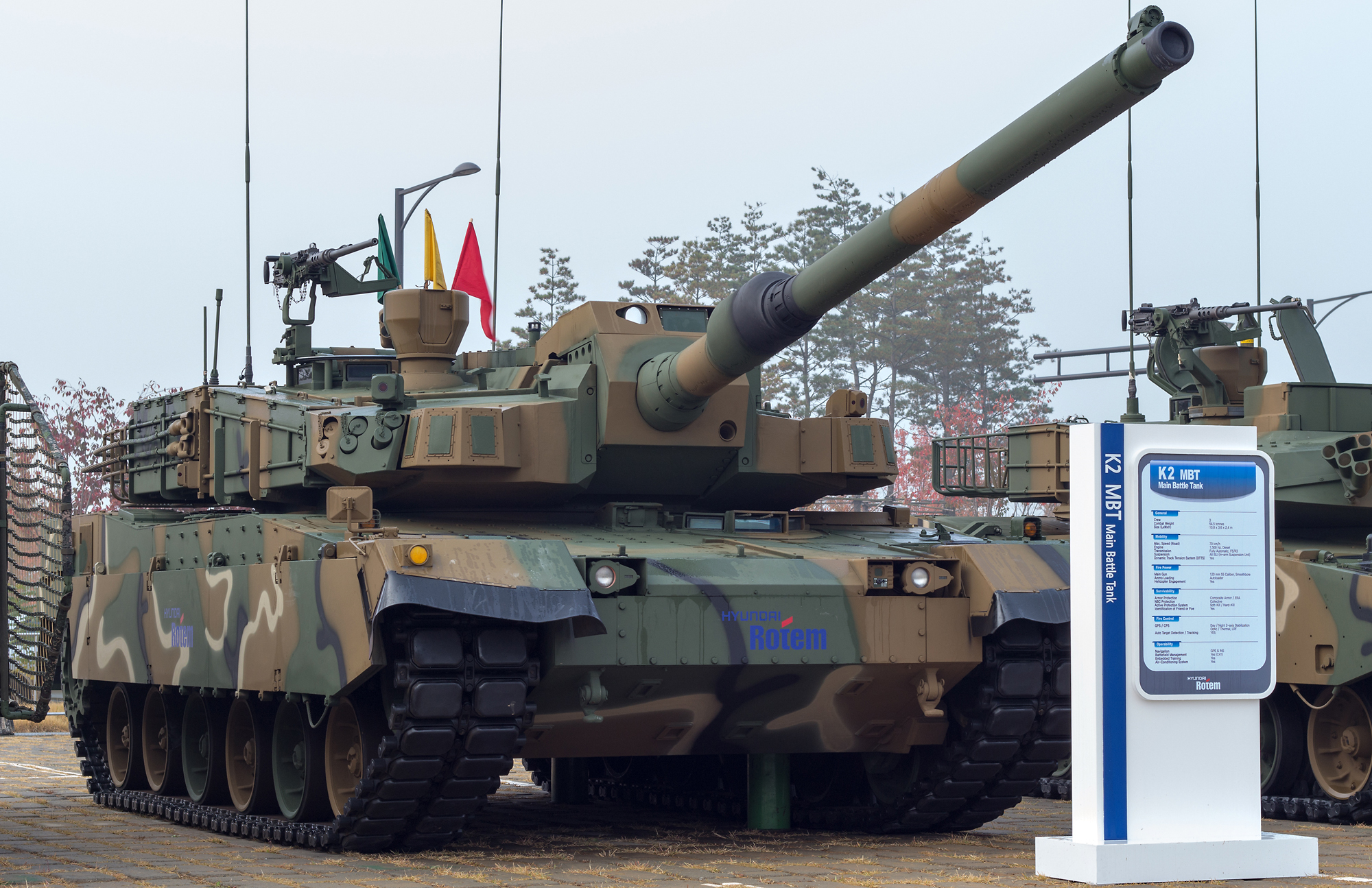
Танк K2 Black Panther

Армія Республіки Корея (ROKA) на сьогодні є найбільшим видом збройних сил, налічуючи близько 420 000 військовослужбовців станом на 2020 рік. Це пов'язано як з гірським рельєфом Корейського півострова (70 % території півострова — гори), так і з потужною присутністю Північної Кореї з її 1-мільйонною армією, дві третини якої постійно дислокуються на лінії фронту поблизу демілітаризованої зони. Нинішня адміністрація ініціювала програму самооборони, згідно з якою Південна Корея зможе повністю протистояти північнокорейській загрозі суто внутрішніми засобами приблизно до 2030 року.
Армія РК раніше була організована в три армії: Перша армія (FROKA), Друге оперативне командування і Третя армія (TROKA), кожна з яких мала свій штаб, корпус (не Друге оперативне командування) і дивізії. Третя армія відповідала за оборону столиці, а також західної частини ДМЗ. Перша армія відповідала за оборону східної частини ДМЗ, тоді як Друге оперативне командування формувало ар'єргард.

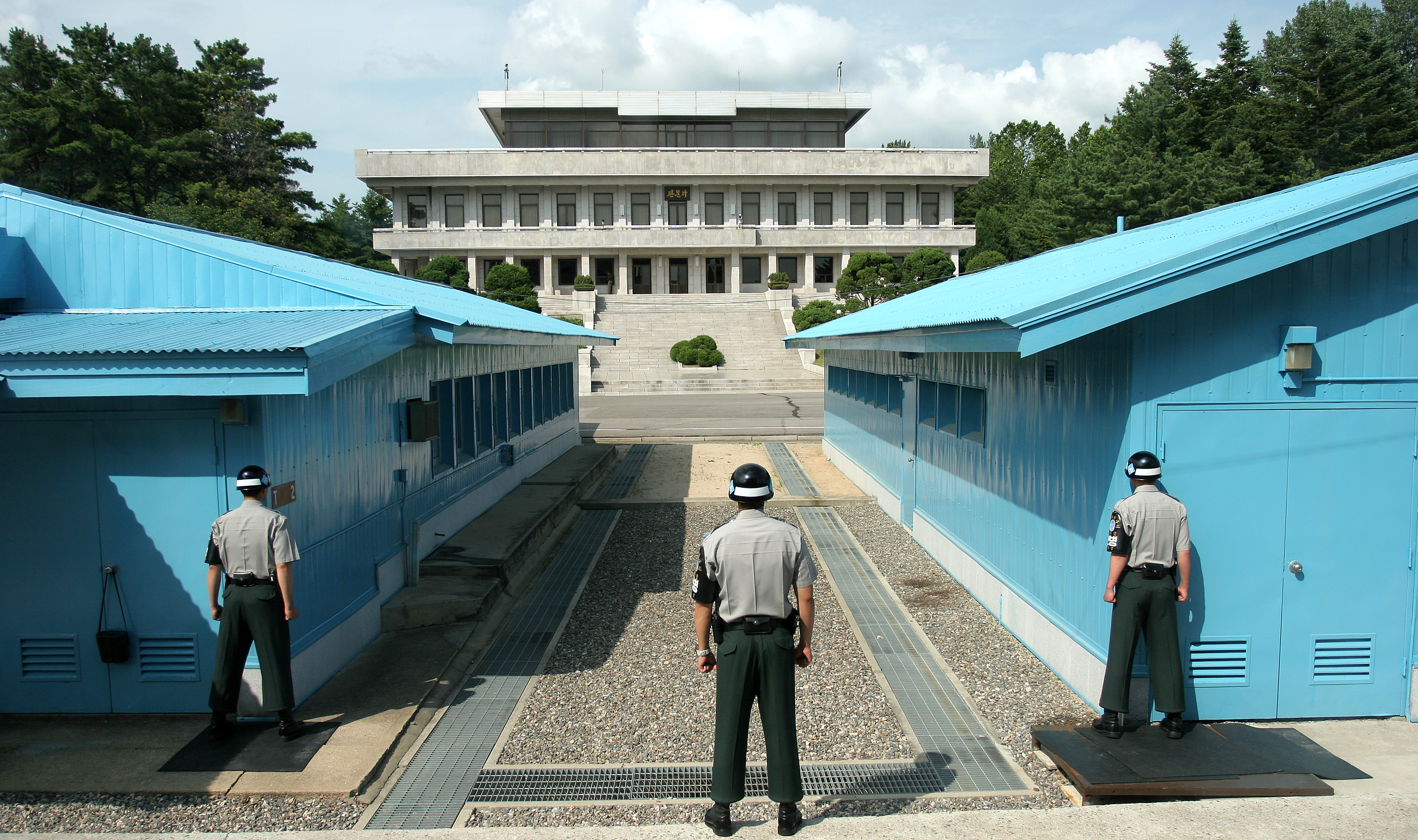
Південнокорейські солдати в Спільній зоні безпеки (JSA) між синіми будівлями, на тлі Північної Кореї

Згідно з планом реструктуризації, спрямованим на скорочення перевантаження, Перша і Третя армії були включені до новоствореного Першого оперативного командування, тоді як Друга армія РК була перетворена на Друге оперативне командування. Армія складається з армійського штабу, авіаційного командування, командування спеціальних бойових дій, 9 корпусів, 36 дивізій, близько 464 000 військовослужбовців і, за оцінками, 5850 танків і бронемашин, 11 337 артилерійських систем, 7032 системи протиракетної оборони й 13 000 систем підтримки піхоти.
Армія візьме на себе основний тягар скорочення особового складу в рамках оборонної реформи 307. З цим скороченням буде пов'язане значне скорочення структури збройних сил РК, зокрема, зменшення нинішньої чисельності 47 дивізій (дійсної служби й резерву) до приблизно 28 дивізій.

### Військово-морські сили

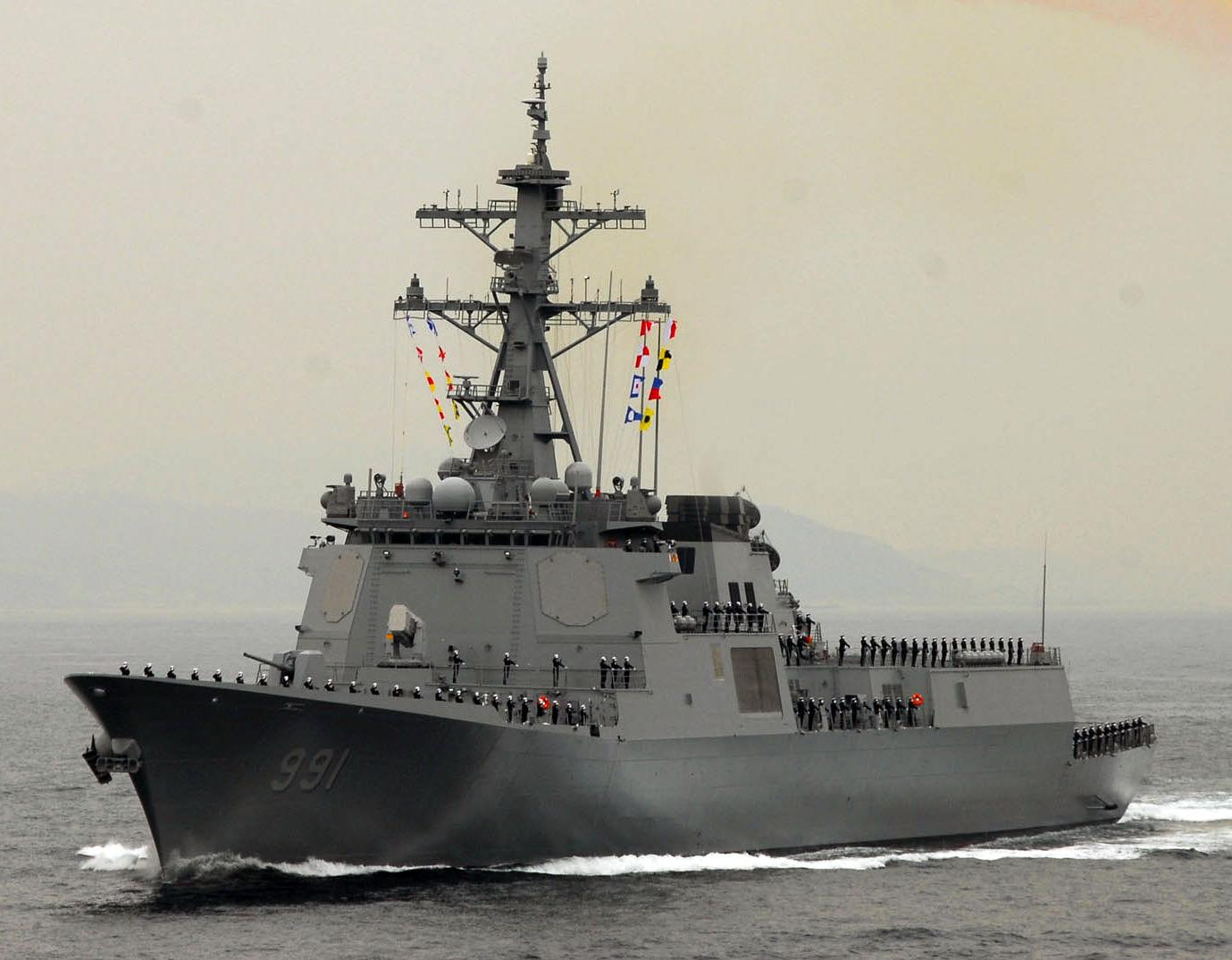
ROKS «Король Седжон Великий» (DDG 991), ескадрений міноносець з керованим ракетним озброєнням типу «Король Седжон Великий»

Військово-морські сили РК (ВМС РК) відповідають за морські та морські десантні операції. ВМС РК налічують близько 70 000 військовослужбовців, в тому числі 29 000 морських піхотинців Республіки Корея. У складі ВМС РК налічується близько 150 кораблів (загальною водотоннажністю близько 215 000 тонн). Військово-морська авіація складається з близько 70 літаків і гвинтокрильних літальних апаратів.
До складу ВМС Республіки Корея входять штаб ВМС Республіки Корея, флот Республіки Корея і Корпус морської піхоти Республіки Корея. Керівник військово-морськими операціями (CNO) є найвищою посадовою особою ВМС РК і здійснює нагляд за організацією, набором, навчанням, оснащенням, постачанням і мобілізацією ВМС РК. Флот Республіки Корея є вищим оперативним командуванням ВМС РК.
З 1990-х років ВМС РК намагаються побудувати океанський флот для захисту морських комунікацій. Під час перебування адмірала Ан Пхьон Тхе на посаді Керівника військово-морськими операціями, президент Кім Йон Сам підтримав ВМС, затвердивши довгостроковий план суднобудування для океанського флоту. У першому десятилітті 21-го століття ВМС РК спустили на воду головні кораблі більших і краще оснащених військових кораблів, побудованих місцевими суднобудівниками: У 2002 році був спущений на воду 4500-тонний есмінець ROKS Chungmugong Yi Sunshin (DDH 975); у 2005 році — 14000-тонний десантний корабель ROKS Dokdo (LPH 6111); у 2006 році ВМС РК спустили на воду 1800-тонний підводний човен типу 214 з повітряно-незалежною силовою установкою (AIP) ROKS Sohn Wonyil (SS 072). У 2007 році ВМС РК спустили на воду головний корабель (DDG 991) есмінців типу «Король Седжон Великий» з бойовою системою Aegis.
У 2016 році ВМС РК завершили будівництво нової військово-морської бази під назвою Військово-цивільний комплексний порт Чеджу на південному узбережжі острова Чеджу для захисту морських комунікацій. Для підтримки океанських операцій ВМС РК ввели в експлуатацію 10 000-тонний корабель матеріально-технічного забезпечення ROKS «Соян» (AOE 51) і спустили на воду перший 3000-тонний підводний човен місцевого виробництва «Тосан Ан Чханхо» (SS 083) у 2018 році. ВМС РК продовжують модернізувати поточні суднобудівні програми, такі як корейський підводний човен (KSS), корейський експериментальний есмінець (KDX), експериментальний фрегат (FFX) і експериментальний десантно-транспортний корабель (LPX).
ВМС РК мають на меті стати флотом відкритого моря у 2020-х роках.

### Корпус Морської піхоти

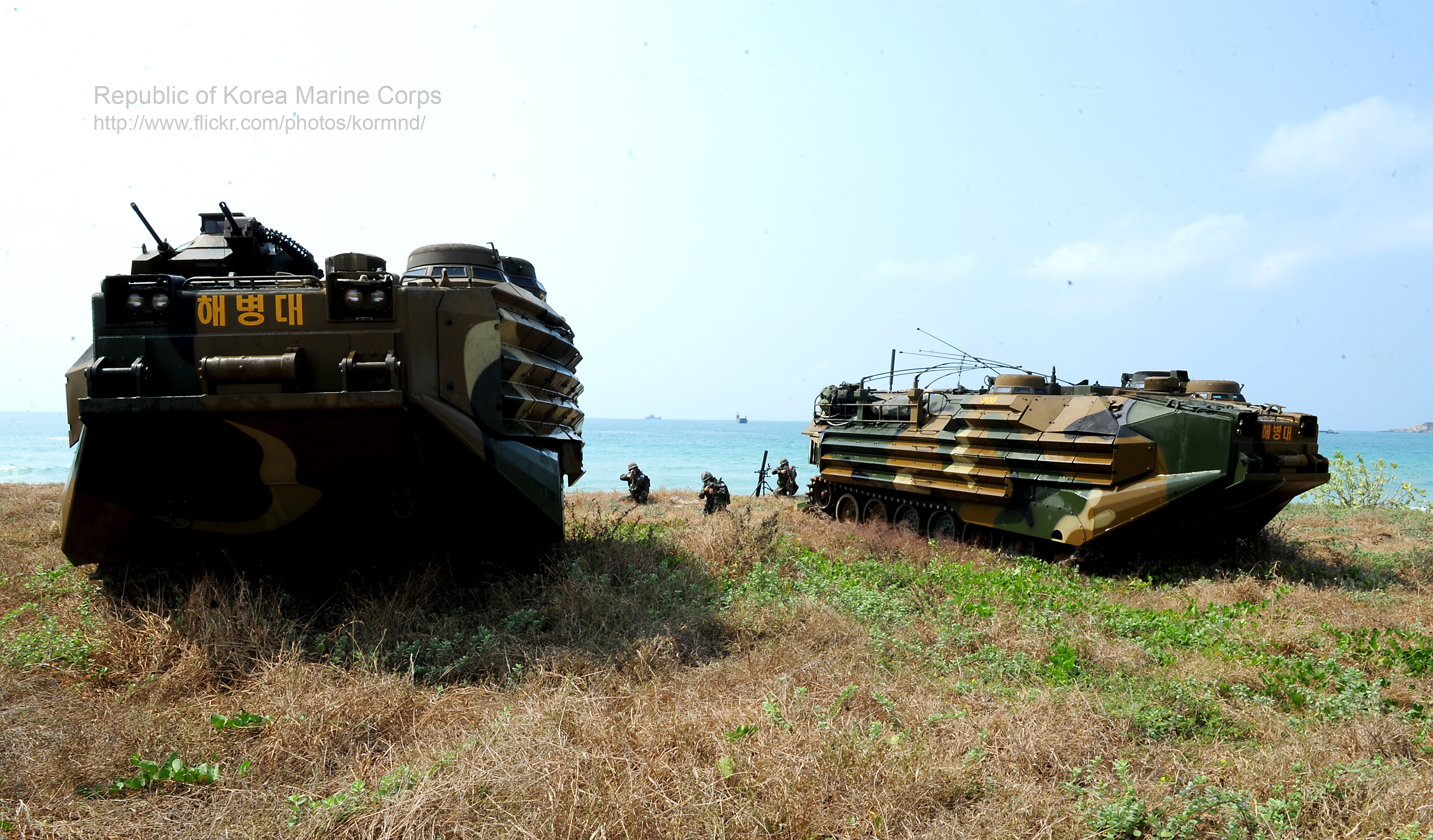
Десантно-штурмові машини-амфібії КМП РК KAAV7A1

Корпус морської піхоти Республіки Корея (ROKMC) є родом військ ВМС Республіки Корея, відповідальним за проведення десантних операцій, а також виконує функції сил швидкого реагування і стратегічного резерву. Корпус морської піхоти РК налічує 29 000 осіб і складається з двох дивізій і двох бригад. Корпус морської піхоти РК має на озброєнні близько 300 гусеничних машин, в тому числі атакувальні плавучі машини, основні бойові танки і самохідні артилерійські установки.
Комендант Корпусу морської піхоти Республіки Корея — тризірковий генерал. Після бомбардування острова Йонпхьондо у 2010 році й подальшого створення Командування оборони північно-західних островів (NWIDC), Комендант КМП РК виконує обов'язки командувача Командуванням оборони північно-західних островів за сумісництвом.

### Повітряні сили

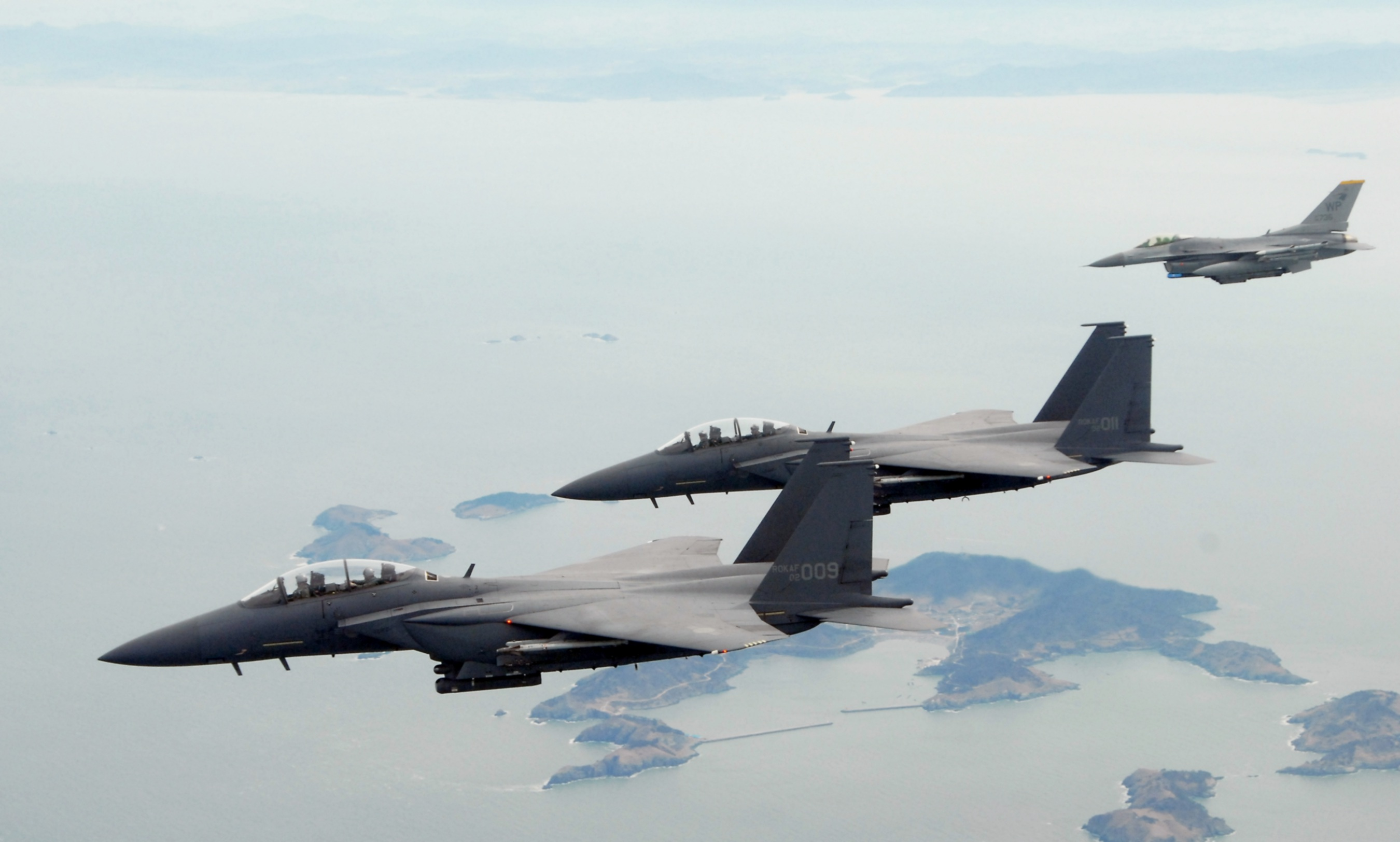
Два ударні винищувачі ПС РК F-15K (на передньому плані) with a ПС США F-16C на задньому плані.

Повітряні сили Республіки Корея (ПС РК) мають сучасні повітряні сили для захисту від різних видів загроз, в тому числі від північнокорейської армії. ПС РК мають на озброєнні близько 450 бойових літаків американського виробництва. На відміну від них, північнокорейська армія має приблизно 650 бойових літаків, але переважно застарілих типів радянського і китайського виробництва.
У 1997 році Корея розпочала програму з розробки власних реактивних літаків. Кульмінацією цього проєкту став літак KAI T-50, який отримав назву «Golden Eagle» і використовується як тренажер для підготовки пілотів винищувачів, а зараз експортується до Індонезії. Багатоцільовою всепогодною версією Т-50 є модифікований FA-50, який може бути оснащений зовнішніми блоками радіоелектронної боротьби від Rafael Sky Shield або ALQ-200K LIG Nex1, модулями розширеного наведення на ціль Sniper або LITENING, а також розвідувальними модулями Condor 2 для подальшого покращення можливостей винищувача з радіоелектронної боротьби, розвідки й наведення на ціль. Інші вдосконалені системи озброєння порівняно з FA-50 включають багатофункціональні комплекти наведення SPICE, CBU-97 Sensor Fuzed Weapon з хвостовою частиною WCMD, JDAM і JDAM-ER для більш комплексних операцій класу «повітря-земля» і ракети дальнього радіуса дії AIM-120 для операцій класу «повітря-повітря». FA-50 передбачає, але ще не інтегрували, ракети Python і Derby, які також виробляються компанією Rafael, а також інші протикорабельні ракети, протикорабельні комплекси й датчики, які розроблятимуться Кореєю на національному рівні.
Повітряні сили Республіки Корея також висловили зацікавленість у придбанні RQ-4 Global Hawk і комплектів Joint Direct Attack Munition з метою подальшого вдосконалення своїх розвідувальних і наступальних можливостей.
Програмами заміни F-4D/E і F-5A/B/E/F є KTX-2 і F-X відповідно. Остання була виконана літаком F-15K.
Уряд Південної Кореї також оголосив про свій план розвитку власного виробництва гелікоптерів, щоб замінити застарілі гелікоптери UH-1, багато з яких служили під час війни у В'єтнамі. Спочатку програма передбачала розробку як цивільного, так і військового гелікоптера. Пізніше вона була переглянута, і пріоритет був відданий програмі гелікоптерів загального призначення. На основі успіху і досвіду цивільного вертольота KMH (корейського багатоцільового вертольота) буде розроблено ударний вертоліт, який матиме загальну конфігурацію.

## Особовий склад
Призов у Південній Кореї вимагає від громадян чоловічої статі віком від 18 до 28 років проходити обов'язкову військову службу. Жінки не зобов'язані проходити військову службу, але вони можуть добровільно служити офіцерами, ворент-офіцерами або унтерофіцерами.
Тривалість строкової військової служби варіюється залежно від роду військ: Військовослужбовці строкової служби служать 18 місяців в армії або морській піхоті, 20 місяців у військово-морських силах і 21 місяць у повітряних силах (до 2022 року тривалість військової служби буде скорочена до 18-22 місяців). Офіцери, ворент-офіцери й унтерофіцери служать на волонтерських засадах і служать довше, ніж військовослужбовці строкової служби, або кар'єрні військовослужбовці. Не військовослужбовці, такі як соціальні працівники, служать різний час. Після закінчення строкової служби військовослужбовці автоматично зараховуються до реєстру резервістів.

## Військові звання
|                                   | Переклад                               | Оригінал        | Погон           | Погон | Погон   | Погон          |
| --------------------------------- | -------------------------------------- | --------------- | --------------- | ----- | ------- | -------------- |
|                                   |                                        |                 | Наземні війська | Флот  | Авіація | Морська піхота |
| Офіцери 장교 (將校)               | Маршал                                 | 원수 (元帥)     |                 |       |         | відсутній      |
| Офіцери 장교 (將校)               | Генерал армії\Адмірал                  | 대장 (大將)     |                 |       |         |                |
| Офіцери 장교 (將校)               | Генерал-Лейтенант\Віце-адмірал         | 중장 (中將)     |                 |       |         |                |
| Офіцери 장교 (將校)               | Генерал-майор\Контр-адмірал            | 소장 (少將)     |                 |       |         |                |
| Офіцери 장교 (將校)               | Бригадний генерал\Командор             | 준장 (准將)     |                 |       |         |                |
| Офіцери 장교 (將校)               | Полковник\Капітан I рангу              | 대령 (大領)     |                 |       |         |                |
| Офіцери 장교 (將校)               | Підполковник\Капітан II рангу          | 중령 (中領)     |                 |       |         |                |
| Офіцери 장교 (將校)               | Майор\Капітан III рангу                | 소령 (少領)     |                 |       |         |                |
| Офіцери 장교 (將校)               | Капітан\Капітан-лейтенант              | 대위 (大尉)     |                 |       |         |                |
| Офіцери 장교 (將校)               | Лейтенант                              | 중위 (中尉)     |                 |       |         |                |
| Офіцери 장교 (將校)               | Молодший лейтенант                     | 소위 (少尉)     |                 |       |         |                |
| Ворент-офіцер 준사관 (准士官)     | Прапорщик\Мічман                       | 준위 (准尉)     |                 |       |         |                |
| Сержанти\Старшини 부사관 (副士官) | Старшина\Головний корабельний старшина | 원사 (元士)     |                 |       |         |                |
| Сержанти\Старшини 부사관 (副士官) | Старший сержант\Головний старшина      | 상사 (上士)     |                 |       |         |                |
| Сержанти\Старшини 부사관 (副士官) | Сержант\Старшина                       | 중사 (中士)     |                 |       |         |                |
| Сержанти\Старшини 부사관 (副士官) | Молодший сержант\Старшина II статті    | 하사 (下士)     |                 |       |         |                |
| Солдати 병 (兵)                   | Капрал                                 | 병장 (兵長)     |                 |       |         |                |
| Солдати 병 (兵)                   | Солдат\Матрос вищого класу             | 상등병 (上等兵) |                 |       |         |                |
| Солдати 병 (兵)                   | Старший солдат\матрос                  | 일등병 (一等兵) |                 |       |         |                |
| Солдати 병 (兵)                   | Солдат\Матрос                          | 이등병 (二等兵) |                 |       |         |                |